# 사랑은 너무 복잡해
《사랑은 너무 복잡해》(영어: It's Complicated)는 낸시 마이어스 감독의 2009년 로맨틱 코미디 영화이다. 이혼 후 홀로 자녀 셋을 키우던 여성(메릴 스트리프 분)이 전남편(앨릭 볼드윈 분)과 재회해 몰래 다시 만남을 갖던 중 새로운 남자(스티브 마틴 분)에게 이끌린다.

## 줄거리
제인은 캘리포니아주 샌타바버라에서 빵집을 성공적으로 운영 중이며 세 자녀를 홀로 키우고 있다. 제인은 10년 전 이혼한 전남편 제이크와 우연히 재회하여 하룻밤을 보내게 되고, 이후 비밀스러운 관계를 시작한다. 제이크는 제인과의 결혼 생활 중에 불륜을 저질렀으며 불륜 상대였던 젊은 여성과 재혼한 상태이지만 제인에게 다시 끌리는 감정을 숨기지 못한다. 한편 제인의 집 리모델링을 맡은 건축가 애덤 또한 제인에게 호감을 느끼면서 세 사람 간의 관계는 더욱 복잡해진다.
제이크는 아내와의 사이에서 아이를 갖기 위해 임신 전문 병원에서 치료를 받는 와중에도 제인과의 만남을 이어가고, 호텔에서 밀회를 갖던 중 제이크가 쓰러지는 소란이 벌어지기도 한다. 제인의 자녀들은 부모의 불륜 사실을 모른 채 지내지만 딸의 약혼자가 우연히 이들의 관계를 목격하면서 비밀은 위태로워진다. 제인은 결국 제이크와의 관계를 정리하고 애덤에게 마음을 열지만, 제이크의 아내가 둘의 관계를 눈치채면서 상황은 더욱 꼬여간다.
제인의 아들 졸업 파티 날 술과 마약에 취한 제인은 애덤과 즐거운 시간을 보내고, 이를 본 제이크는 질투심에 휩싸인다. 파티 후 제인과 애덤은 함께 빵을 만들며 로맨틱한 분위기를 연출한다. 제이크가 아내와 헤어지자 아이들은 제이크를 딱하게 여겨 제인의 집에서 지낼 것을 제안한다.
제이크는 제인의 방에서 그녀를 유혹하려고 시도하고, 마침 제인과 웹캠으로 대화 중이던 애덤이 이를 목격한다. 제인은 아이들과 애덤에게 자신이 제이크와 불륜 관계였음을 고백한다. 애덤은 제인에게 더는 만날 수 없을 것 같다고 말하면서 리모델링 공사 책임도 다른 사람에게 넘긴다. 후에 제인은 자녀들과 화해하고, 제이크와 우호적으로 작별한다.
시간이 흘러 제인의 집 리모델링이 시작되는 날 뜻밖에도 애덤이 나타난다. 영화는 두 사람이 다시 만남을 시작할 것을 암시하며 끝을 맺는다.

## 출연진
- 메릴 스트리프 - 제인 애들러 역
- 스티브 마틴 - 애덤 셰이퍼 역
- 앨릭 볼드윈 - 제이컵 제이크 애들러 역
- 레이크 벨 - 애그니스 애들러 역
- 헌터 패리시 - 루크 데이비드 애들러 역
- 조이 커잰 - 개비 애들러 역
- 케이틀린 피츠제럴드 - 로런 애들러 역
- 존 크러진스키 - 할리 역
- 메리 케이 플레이스 - 조앤 역
- 리타 윌슨 - 트리샤 역
- 알렉산드라 웬트워스 - 다이앤 역
- 제임스 패트릭 스튜어트 - 모스 의사 역
- 블랜처드 라이언 - 애널리스 역
- 마이클 리베라 - 에디 역
- 로버트 커티스 브라운 - 피터 역
- 피터 매켄지 - 앨런 박사 역
- 로절리 워드 - 앨릭스 역
- 지미 클레이보츠 - 체이스 역
- 엠제이 앤서니 - 페이드로 애들러 역
- 에밀리 키니 - 종업원 역
- 노라 던 - 샐리 역
- 브루스 올트먼 - 테드 역
- 리사 린 매스터스 - 승강기의 미인 역
- 벌렌테이 로드리게스 - 러날도 역
- 앤드루 스튜어트존스 - 식당 접객 직원 역
- 디드러 굿윈 - 인공 수정 병원 간호사 역
- 제시카 세인트클레어 - 결혼 전문가 역
- 머리나 스쿼차티 - 멜러니 역
- 로버트 애덤슨 - 파티의 대학생 역
- 에이토르 페레이라 - 파티 공연자 역
- 라민 자와디 - 파티 공연자 역
- 앨런 커밍 - 텔레비전 앵커 역 (크레디트 미기재)
- 앤 록하트 - 파티 손님 역 (크레디트 미기재)
- 오프라 윈프리 - 본인 역 (크레디트 미기재)